# Трель
Тре́ль, тріль (від італ. trillare — деренчати, дзеленчати) — вид мелізму, швидке багаторазове чергування двох суміжних (віддалених на малу або велику секунду) звуків. В окремих вокальних творах зустрічається велика трель, де відстань між звуками може переважати цілий тон. В інструментальних творах трель, в яких відстань між звуками більша за тон, звичайно називають тремоло.

## Позначення
Трель позначається знаком tr або tr~~~~ над нотою, що є основою трелі. Хвиляста лінія після tr ставиться або для довгих трелей, або в тих випадках, коли трель застосовується до декількох (або злігованих) нотах.
Також, залежно від :

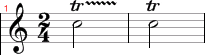
Позначення трелі

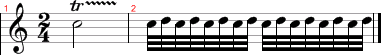
Трель на ступінь нагору. У такті ліворуч — позначення, праворуч — як виконується

- з якої ноти повинна початися трель (головної або допоміжної)
- у якому напрямку (нагору або вниз)
- на який інтервал (півтон або тон)

трель позначається по різному:
- Якщо біля букв tr і головної ноти немає знаків альтерації, форшлагів і дрібних нот у круглих дужках, то трель грається на ступінь нагору, починаючи з головної ноти.
- Якщо коло головної ноти вписана допоміжна дрібна нота в круглих дужках, трель грається вниз, починаючи з головної ноти.
- Якщо трель повинна початися не з головної ноти, а з верхньої або нижньою допоміжної, перед головною нотою вписується допоміжна нота у вигляді форшлага.
- Якщо біля букв tr зустрічаються знаки альтерації, вони відносяться до допоміжного звуку.